# Annie Mumolo
Anne M. "Annie" Mumolo, född 1 juli 1973 i Irvine i Kalifornien, är en amerikansk skådespelare, komiker, manusförfattare och filmproducent.
För manuset till långfilmen Bridesmaids nominerades Mumolo tillsammans med Kristen Wiig för dels en BAFTA Award och dels en Oscar i kategorin Bästa originalmanus vid Oscarsgalan 2012. Mumolo producerade även filmen samt spelade en biroll.
Mumolo har även haft roller i långfilmerna This is 40 (2012) och Afternoon Delight (2013).

## Filmografi i urval
- 2006–2013 – Nicke Nyfiken (TV-serie) (röst)
- 2011 – Bridesmaids (manus, produktion, biroll)
- 2012 – This is 40
- 2012–2013 – The Looney Tunes Show (TV-serie) (röst)
- 2013 – Afternoon delight
- 2014–2015 – Om en pojke (TV-serie)
- 2015 – Joy (endast synopsis)
- 2016 – Bad Moms
- 2023 – Murder Mystery 2
- 2024 – The Idea of You